# Рогованов Ігор Віталійович
Ігор Віталійович Рогованов (нар. 4 липня 1995, Ош, Киргизстан) — російський та узбецький футболіст, нападник та півзахисник.

## Життєпис
Син футболіста і тренера Віталія Рогованова. Розпочинав займатися футболом з трирічного віку під керівництвом батька в ДЮСШ «Кизилкум» (Зарафшан), а з 14-ти років — у школі «Пахтакора». У 2012 році потрапляв до заявки основного складу «Кизилкума», але не зіграв жодного матчу.
У 2013 році перейшов у «Пахтакор». Дебютний матч у чемпіонаті Узбекистану зіграв 27 травня 2013 року проти «Кизилкума», замінивши на 91-й хвилині Гулома Урунова. Всього до завершення сезону взяв участь у трьох матчах вищої ліги, у всіх виходив на заміну в кінцівці матчів. У 2014-2015 роках продовжував перебувати в складі «Пахтакора», але за основну команду в чемпіонаті більше не грав. У Кубку Узбекистану провів один матч у 2014 році.
Виступав за юнацьку збірну Узбекистану (U-19), взяв участь у декількох товариських матчах.
В середині 2010-х років перебрався в Росію. Виступав на аматорському рівні за «Єлець», а також за декілька інших футбольних та футзальних колективів — «Джерело» (Паршіновка), «Авангард» (Чаплигін) та ін.
У сезоні 2018/19 грав у чемпіонаті окупованого Криму за дебютанта місцевої «Прем'єр-ліги» «Інкомспорт» (Ялта) і посів друге місце в суперечці бомбардирів чемпіонату з 11-а голами. Влітку 2019 року перейшов в інший фейковий клуб кримського чемпіонату — «Севастополь».